# Atlantasellus cavernicolus
Atlantasellus cavernicolus är en kräftdjursart som beskrevs av Boris Sket 1979. Atlantasellus cavernicolus ingår i släktet Atlantasellus och familjen Atlantasellidae. IUCN kategoriserar arten globalt som akut hotad. Inga underarter finns listade i Catalogue of Life.